# Moosjungfern
Die Moosjungfern (Leucorrhinia) sind eine Libellen-Gattung innerhalb der Unterfamilie Leucorrhiniinae und wurden 1850 von Brittinger erstbeschrieben.

## Merkmale

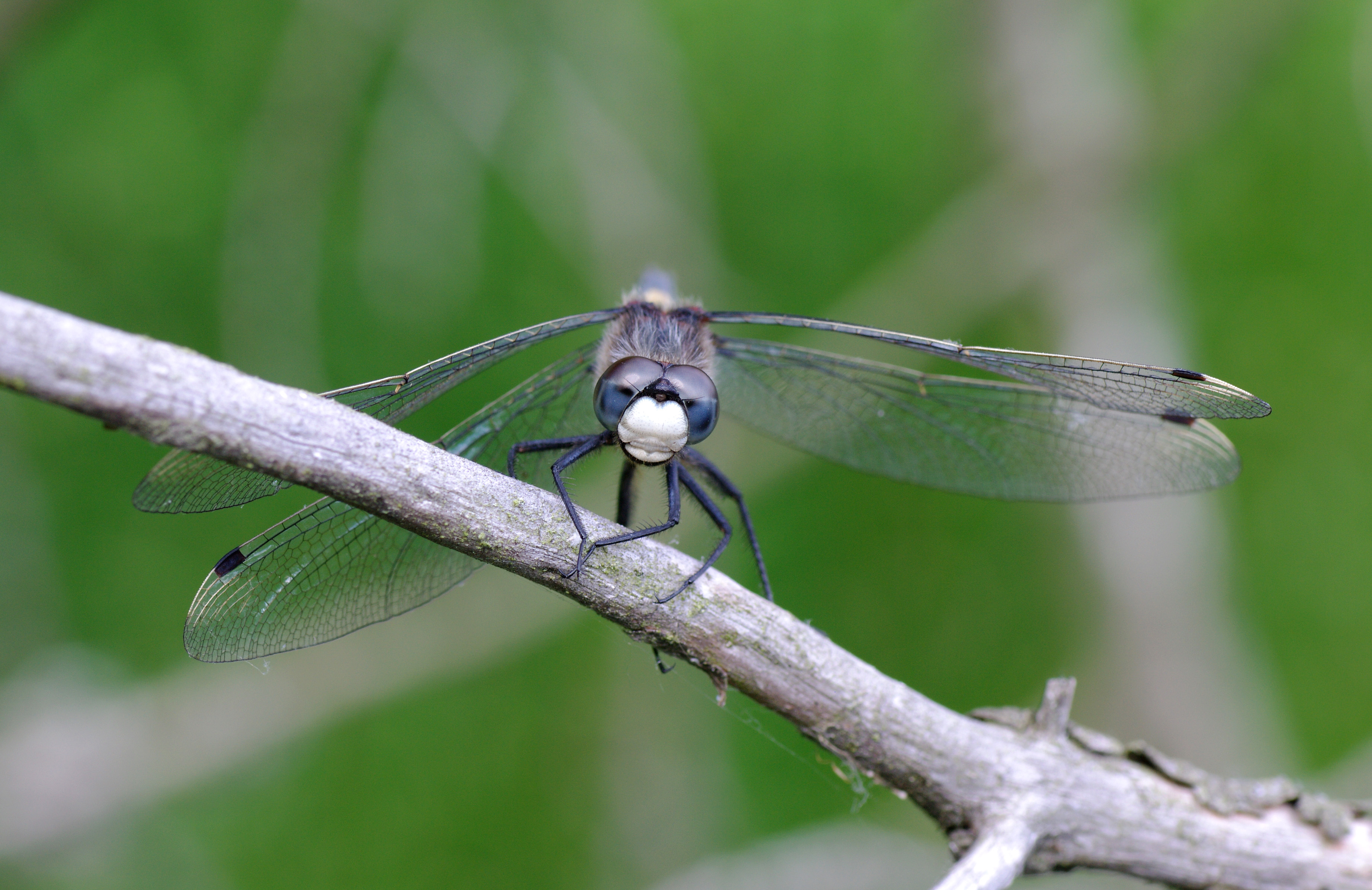
Typisch für die Gattung ist das „weiße Gesicht“ (hier ein Männchen der Großen Moosjungfer, Leucorrhinia pectoralis)

Brittinger nannte 1850, neben dem Metallglanz des Thorax, als Merkmale der Gattung den dreieckigen, schwarzen Fleck an der Hinterflügelbasis, die weiße Stirn und Nase, sowie die Form, Rückenflanke und Hinterleibsanhänge.

## Systematik
Folgende Arten gehören zu dieser Gattung; davon sind fünf auch im deutschen Sprachraum heimisch:
- Östliche Moosjungfer – Leucorrhinia albifrons
- Leucorrhinia borealis
- Zierliche Moosjungfer – Leucorrhinia caudalis
- Kleine Moosjungfer – Leucorrhinia dubia
- Leucorrhinia frigida
- Leucorrhinia glacialis
- Leucorrhinia hudsonica
- Leucorrhinia intacta
- Leucorrhinia patricia
- Große Moosjungfer – Leucorrhinia pectoralis
- Leucorrhinia proxima
- Nordische Moosjungfer – Leucorrhinia rubicunda